# Trincea drenante
Le trincee drenanti sono tipologie di sistemi di drenaggio in grado di emungere o smaltire acqua dai/nei terreni circostanti.
Tali opere vengono adoperate ad esempio:
- per la dispersione sul suolo di acque piovane (ad esempio quelle di seconda pioggia) o di acque nere depurate nel caso di mancanza a distanza economicamente accettabile di un recapito finale adeguato (fiumi, mare, ecc.);
- per allontanare le acque in eccesso presenti nei terreni non a giacitura orizzontale ottenendone un consolidamento. Infatti i sistemi di trincee drenanti, riducendo le pressioni interstiziali, consentono la stabilizzazione di un pendio in frana. Per tale motivo sono in genere utilizzate per stabilizzare frane superficiali di carattere traslativo, assai frequenti in pendii poco acclivi in terreni coesivi.

Tradizionalmente le trincee drenanti  sono scavi in trincea, in genere a sezione rettangolare, riempiti con materiali inerti naturali (ghiaia o spezzato di cava) ad elevata permeabilità. L'acqua può essere trasportata lungo la trincea sia attraverso il materiale di riempimento o in tempi più moderni utilizzando una tubazione drenante collocata alla base della trincea.
Per evitare l'intasamento del corpo drenante questo viene completamente rivestito da strati di tessuto non tessuto.
Poiché gli elementi drenati sono a contatto con l'atmosfera il sistema è detto a gravità e la pressione agente sui contorni drenanti è pari a quella atmosferica.
Nel consolidamento dei terreni, la funzione drenante delle trincee è dovuta alla forte differenza di permeabilità tra il terreno in posto (in genere argille) e quello di riempimento.